# David Kemp
Pour les articles homonymes, voir Kemp.
David Kemp (né le 10 avril 1984 à Toowoomba dans le Queensland) est un coureur cycliste australien.

## Palmarès
- 2002
  -  Champion d'Australie sur route juniors
- 2006
  - 3e étape de l'Australian Cycling Grand Prix
  - 9e étape du Tour of the Murray River
  - 2e du Prix du Saugeais
  - 2e du Tour of the Murray River
- 2007
  - 1re étape du Tour des Pyrénées
  - 10e étape du Tour of the Murray River
  - 3e de Bourg-Arbent-Bourg
- 2008
  - 3e étape du Tour du Gippsland
  - 1re et 2e étapes du Tour of the Murray River
  - 1re étape du Tour de Bright
  - 2e du Tour of the Murray River
  - 3e du Tour de Perth
  - 3e du Mersey Valley Tour
- 2009
  - 2e étape du Tour of the Murray River
  - 2e du Tour du Gippsland
  - 2e du Tour de Geelong
  - 3e de la Boulevard Road Race
- 2010
  - Tour du lac Taihu
  - 2e du championnat d'Australie sur route

## Classements mondiaux
| Année            | 2007 | 2008 | 2009 | 2010 | 2011 |
| ---------------- | ---- | ---- | ---- | ---- | ---- |
| UCI Asia Tour    |      |      |      |      | 73e  |
| UCI Europe Tour  | 967e |      |      |      |      |
| UCI Oceania Tour | 89e  |      |      | 12e  |      |